# Comundo
Comundo (bis 2017: Bethlehem Mission Immensee) ist eine Schweizer Organisation zur Förderung des Austauschs und der Zusammenarbeit zwischen Menschen verschiedener Kontinente, Kulturen und Religionen. Sie will einen Beitrag leisten für eine sozial gerechtere Welt, sie vermittelt Fachpersonen an Partnerorganisationen und fördert das Bewusstseins für globale Zusammenhänge und die Mitverantwortung zum Handeln mit Bildungs-, Informations- und Sensibilisierungsaktivitäten in der Schweiz.

## Aktivitäten
Comundo ist eine Organisation der Personellen Entwicklungszusammenarbeit und engagiert sich weltweit für Benachteiligte sowie eine ganzheitliche und nachhaltige Entwicklung. Sie entsendet Fachpersonen aus der Schweiz und aus Deutschland, die sich in Projekten von Partnerorganisationen in den Einsatzländern engagieren. Im Mittelpunkt steht der Erfahrungs- und Wissensaustausch. Fachpersonen und lokale Partnerorganisationen begegnen sich auf Augenhöhe und arbeiten vor Ort zusammen. Diese Zusammenarbeit stärkt nicht nur die Partnerorganisationen vor Ort, sondern verbessert Lebensbedingungen für die am Prozess beteiligten Bevölkerungsgruppen.
Gegen 100 Fachpersonen sind derzeit in sieben Ländern Lateinamerikas und Afrikas in der Entwicklungszusammenarbeit tätig: in Bolivien, Kenia, Kolumbien, Nicaragua, Peru, in Namibia und in Sambia.
Gemeinsam mit anderen Organisationen unterstützte Comundo auch die Konzernverantwortungsinitiative.
In der Schweiz schafft Comundo das Bewusstsein für globale Zusammenhänge und sensibilisiert die Zivilgesellschaft und politische Entscheidungsträger für ein verantwortungsbewusstes Handeln. Die Organisation betreibt je eine Geschäftsstelle in Luzern, Freiburg und Bellinzona. Seit 2013 ist Comundo Trägerin des Bildungszentrums RomeroHaus in Luzern und Herausgeberin des Magazins Horizonte.
Seit 2005 ist Röbi Koller Botschafter von Comundo. In dieser ehrenamtlichen Funktion besucht er regelmässig deren Projekte und berichtet darüber in verschiedenen Medien.

## Verein
Comundo ist als Verein organisiert, in dem die Trägervereine Bethlehem Mission Immensee (BMI), Inter-Agire und Interteam gleichberechtigt als Kollektivmitglieder vertreten sind. Beat Dietschy, ehemaliger Geschäftsleiter «Brot für Alle», ist seit November 2016 Präsident des Vereins Comundo.
Der Trägerverein BMI wurde im Jahre 2000 gegründet. Sein Wirken beruht auf einem christlichen Selbstverständnis. Der Verein besteht aus der Missionsgesellschaft Bethlehem (SMB) als Kollektivmitglied und aus ca. 220 Einzelmitgliedern. Bis 2011 waren die Einzelmitglieder nicht direkt Mitglied des Vereins, sondern zuerst Mitglied des Vereins Partnerverein Bethlehem (PaV), der wiederum Mitglied der Bethlehem Mission Immensee war. Der Sitz des Vereins BMI ist in Immensee SZ.
Der Trägerverein Inter-Agire wurde 1980 unter dem Namen «Solidarietà Terzo Mondo» (STM) gegründet.

## RomeroHaus Luzern
Das Bildungs- und Tagungszentrum RomeroHaus wurde 1986 eingeweiht. Es ist nach dem salvadorianischen Befreiungstheologen und Erzbischof Óscar Arnulfo Romero benannt, der 1980 im Auftrag der Militärjunta erschossen worden ist. Seit Juli 2013 dient das Haus als Geschäftssitz von Comundo und als Kompetenzzentrum für Personelle Entwicklungszusammenarbeit, in dem sich Fachpersonen auf ihren Einsatz in Lateinamerika, Afrika und Asien vorbereiten.
Dort finden zudem regelmässig Veranstaltungen zu Nord-Süd-Themen statt. Für Schulklassen, Firmlinge, Pfarreiräte und weitere Gruppen werden Bildungsmodule angeboten.
Seit 2019 betreibt die IG Arbeit den Seminar- und Hotelbetrieb im RomeroHaus. Der Gastbereich umfasst fünf Seminarräumlichkeiten, 15 Gästezimmer sowie einen Restaurantbetrieb. Als Besitzerin des Hauses konzentriert sich Comundo seither auf ihre Kerntätigkeit in der Entwicklungszusammenarbeit.

## Zeitschrift «Horizonte»
Comundo gibt die Zeitschrift «Horizonte» – «Horizons», «Cartabianca» – vierteljährlich in drei Sprachen heraus mit authentischen Berichten über die Armutsbekämpfung im Globalen Süden durch Einsatzleistende von Comundo. Sie dient zur Sensibilisierung und zur Information für Spendende über die Personelle Entwicklungszusammenarbeit (PEZA) von Comundo.
«Horizonte» erscheint in dieser Form seit März 2020; es ist das Nachfolgeprodukt der Abo-Zeitschrift «Wendekreis» bzw. «ComundoNews» (französische Ausgabe) oder «Cartabianca» (italienische Ausgabe).
Erstmals wurde das Blatt 1896 herausgegeben unter dem Namen Bethlehem. 1972 wurde es in Wendekreis umbenannt. In italienischer Sprache erscheint die Zeitschrift seit 1898. Eine französische Ausgabe wurde 2005 eingestellt, später aber wieder eingeführt.

## Geschichte
Die historischen Wurzeln von Comundo liegen in der Missionsgesellschaft Bethlehem (SMB), einer katholischen Gesellschaft apostolischen Lebens mit Priestern und Laienbrüdern. Die Gesellschaft führte in Immensee das «Gymnasium Bethlehem», auch um den eigenen Nachwuchs zu sichern. Dazu gehörten die Progymnasien in Rebstein (1926 bis 1973) und Freiburg (1938 bis 1972). 1995 wurde das Gymnasium in eine private Stiftung überführt.
1924 wurden die ersten Missionare in die Republik China ausgesandt. 1938 kam Südrhodesien (heute Simbabwe) als Einsatzgebiet dazu, später Japan, Taiwan, Kolumbien, Haiti, Sambia, Tansania, Peru, Ecuador, Kenia, Philippinen, Bolivien, Mosambik und Tschad. In Immensee wurde 1935 eine grosse Kapelle gebaut, 1959 das Missionshaus 1 und 1973 das Missionshaus 2. Die Schulgebäude in Immensee wurden an die Stiftung Gymnasium Immensee verkauft.
1998 entschied das Generalkapitel («Generalversammlung») der SMB, die Verantwortung für die missionarische Tätigkeit einem Verein zu übergeben, der von Laien und Mitgliedern der SMB gemeinsam geführt wird. In der Folge wurde im Jahr 2000 der Verein «Bethlehem Mission Immensee» (BMI) gegründet, der seit 1. Januar 2001 operativ tätig ist. Von 2009 an kooperierte die BMI mit Inter-Agire, 2012 schlossen sich diese beiden mit der Westschweizer Organisation «E-Changer» zusammen.
Von 1986 bis 2013 betrieb die Missionsgesellschaft Bethlehem das Romero-Haus in Luzern für die Aus- und Weiterbildung des eigenen Personals und für die Aktivierung des missionarischen Anliegens. Im Jahr 2013 übernahm Comundo (damals unter dem Namen Bethlehem Mission Immensee) das Romero-Haus und verlegte ihren Geschäftssitz von Immensee nach Luzern.
2016 entschieden die Trägervereine BMI und Inter-Agire einerseits und der Trägerverein E-Changer andererseits, ihre Zusammenarbeit per Ende 2016 aufzulösen. Die Vorstellungen bezüglich der Entwicklung der neuen Organisation lagen zu weit auseinander und ein gemeinsamer Nenner konnte nicht gefunden werden.
Im November 2016 wurde der Verein Bethlehem Mission Immensee in Comundo umbenannt. Im Verein Comundo sind die Trägervereine Bethlehem Mission Immensee und Inter-Agire gleichberechtigt als Kollektivmitglieder vertreten. Mit der Luzerner Organisationen Interteam stiess im Jahr 2020 wieder ein drittes Mitglied zur Stärkung dem Verbund bei. Interteam setzte wie Comundo auf Personelle Entwicklungszusammenarbeit, bei der Fachleute in mehrjährige Einsätze entsandt werden.

## Verbindung zwischen SMB und Comundo
Die Missionsgesellschaft Bethlehem (SMB) hat die Bethlehem Mission Immensee (BMI) (seit 2016 Comundo) im Jahre 2000 als Verein mit zwei Kollektivmitgliedern (Verein Missionshaus Bethlehem und Partnerverein Bethlehem) gegründet. Damit wurde institutionell der Gleichberechtigung von Laien und Klerikern in der Planung, Entscheidung und Durchführung des missionarischen Auftrags Rechnung getragen. Daraus entstand 2011 unter demselben Namen Bethlehem Mission Immensee (BMI) ein Verein aus Einzel- und Kollektivmitgliedern. 2016 wurde dieser in Comundo umbenannt. Im Verein Comundo sind neu die Trägervereine Bethlehem Mission Immensee, Inter-Agire und Interteam gleichberechtigt als Kollektivmitglieder vertreten.
Heute existieren beide Organisationen – die SMB und Comundo – nebeneinander und arbeiten für die gemeinsame Vision einer besseren, gerechteren Welt. Priester und Brüder der SMB, wie auch Einsatzleistende von Comundo, leben und arbeiten in den Ländern des globalen Südens an der Seite von Menschen, die von Armut und Diskriminierung betroffen sind.
Seit Sommer 2012 treffen sich der Generalobere der SMB, der Präsident des Vereins Missionshaus Bethlehem, der Präsident des Vereins Comundo und die Geschäftsleitung von Comundo zu regelmässigen Gesprächen.